# Alexandre Kourenkov
Alexandre Viatcheslavovitch Kourenkov (Александр Вячеславович Куренко́в), né le 12 juin 1972 dans l'oblast de Moscou (RSFSR), est un homme d'État russe, ministre des situations d'urgence depuis le 25 mai 2022, et lieutenant-général depuis 2022. II est membre non-permanent du Conseil de sécurité depuis le 30 mai 2022.

## Biographie
Alexandre Kourenkov est diplômé de l'académie d'État de culture physique de Moscou en 1998 et de l'Institut psycho-social de Moscou en 2004. En 2021, il suit les Cours supérieurs de l'Académie militaire de l'état-major général des Forces armées de la fédération de Russie, ayant reçu le rang de major-général,.
Il commence sa carrière comme enseignant de culture physique en 1995 à l'école n° 312 de Moscou. En 1999, il entre aux organes de la sécurité d'État (FSB) où il sert jusqu'en 2002, puis au service fédéral de sécurité (2002-2021); il travaille en particulier pour la sécurité du Premier ministre Viktor Zoubkov, puis à la garde nationale où au bout de quelque temps il est chef adjoint du département de Viktor Zolotov et prend la responsabilité des questions en rapport avec la préparation au combat des fonctionnaires. D'après RBK, il aurait été dès 2015 dans la garde rapprochée de Vladimir Poutine et ensuite l'aurait supervisée. Il est gratifié de la médaille de l'ordre du Mérite pour la Patrie de IIe classe.
Le 23 mai 2022, Vladimir Poutine propose au Premier ministre Mikhaïl Michoustine de nommer Kourenkov ministre des Situations d'urgence. D'après le porte-parole du gouvernement, Dmitri Peskov, le choix de sa candidature  relève du fait que « Poutine connaît personnellement bien Kourenkov. Et ce choix signifie que, de l'avis du chef de l'État, les qualités personnelles, officielles et professionnelles de Kourenkov lui permettront d'exercer au mieux ces fonctions ». La candidature de Kourenkov est entérinée le 25 mai suivant par le Conseil de la fédération puis par un décret présidentiel et il est nommé ministre s'occupant des affaires de la protection civile, des situations d'urgence et du secours aux sinistrés.
Le 30 mai 2022, il devient membre non-permanent du Conseil de sécurité. Le 2 juin 2022, il atteint le rang de lieutenant-général.
Depuis le 21 octobre 2022, il est membre du Conseil de coordination auprès du gouvernement de la fédération de Russie pour répondre aux besoins des Forces armées, des autres troupes, formations et organes militaires.

## Distinctions
- Médaille de l'ordre du Mérite pour la Patrie de IIe classe (2015);
- Médaille de Souvorov;
- Médaille «Pour distinction dans l'exécution de tâches spéciales»;
- Médaille «Pour prouesses militaires»;
- Médaille «Pour distinction au service de l'armée», Ire, IIe et IIIe classes;
- Médaille du «Centenaire des organes d'État de sécurité» et celle des 125 ans;
- Médaille «Pour le retour de la Crimée», etc.